# Jagelonska univerza
Jagelonska univerza (poljsko Uniwersytet Jagielloński),  skrajšano JU, je poljska javna raziskovalna univerza v Krakovu, najstarejša univerza na Poljskem in ena najstarejših univerz na svetu. 
Univezo je leta 1364 ustanovil poljski kralj Kazimir III. Veliki. Je najstarejša univerza na Poljskem in trinajsta najstarejša neprekinjeno delujoča univerza na svetu. Šteje se za najprestižnejšo akademsko ustanovo na Poljskem. Na univerzo se gleda tudi kot na varuha poljske kulture, zlasti po delitvah  Poljske in v obdobju med obema svetovnima vojnama. Univerza je pomembno prispevala tudi k intelektualni dediščini Evrope.
Kampus Jagelonske univerze je v središču mesta Krakov. Univerzo sestavlja trinajst glavnih fakultet in tri fakultete, ki sestavljajo Collegium Medicum. Zaposluje približno 4.000 akademikov in izobražuje več kot 35.000 študentov, ki študirajo na 166 področjih. Glavni učni jezik je poljščina, vendar  je okoli 30 diplom na voljo v angleščini in nekaj v nemščini. Univerzitetna knjižnica je med največjimi te vrste in hrani številne srednjeveške rokopise, vključno z znamenitim delom Nikolaja Kopernika De revolutionibus orbium coelestium (O kroženjih nebesnih teles).
Poleg Kopernika so bili pomembni alumni univerze tudi voditelji držav, kralj Jan III. Sobieski, papež Janez Pavel II. in Andrzej Duda, poljska premierja Beata Szydło in Józef Cyrankiewicz, kulturniki Jan Kochanowski, Stanisław Lem in Krzysztof Penderecki in vodilni intelektualci in raziskovalci, kot so Hugo Kołłątaj, Bronisław Malinowski, Carl Menger, Leo Sternbach in Norman Davies. Z univerzo so bili povezani štirje Nobelovi nagrajenci, vsi literati: Ivo Andrić in Wisława Szymborska, ki sta tam študirala, ter Czesław Miłosz in Olga Tokarczuk, ki sta tam poučevala. Diplomanti univerze so bili izvoljeni v Poljsko akademijo umetnosti in znanosti, Kraljevo družbo, Britansko akademijo, Ameriško akademijo znanosti in umetnosti ter druga častna društva.
Jagelonska univerza se dosledno uvršča med najboljše univerze na svetu. CWTS Leiden Ranking, ki pregleduje znanstveno uspešnost več kot 1200 svetovnih univerz, je univerzo postavil na 1. mesto na Poljskem, 74. mesto v regiji in 250. mesto na svetu.

## Zgodovina

### Ustanovitev univerze
Sredi 14. stoletja je kralj Kazimir III. Veliki spoznal, da narod potrebuje razred izobraženih ljudi, zlasti pravnikov, ki bi lahko bolje uredili državno zakonodajo ter upravljali sodišča in urade. Njegova prizadevanja za ustanovitev visokošolske ustanove na Poljskem so bila poplačana, ko mu je papež Urban V. izdal dovoljenje za ustanovitev univerze v Krakovu. Kraljeva ustanovna listina je bila izdana 12. maja 1364. Istočasno je mestni svet Krakova izdal listino, ki je Studium Generale podelila privilegije.
Razvoj univerze v Krakovu je po smrti njenega ustanovitelja zastal. Predavanja so potekala na različnih mestih po mestu, med drugim v profesorskih hišah, cerkvah in v stolni šoli na Wawelu. Domneva se, da se je gradnja stavbe za Studium Generale začela na trgu Wolnica v današnji mestni četrti Kazimierz.
Po obdobju skromnega  zanimanja in pomanjkanja sredstev je institucijo v 1390.  obnovila poljska kraljica Jadviga, hči ogrskega in poljskega kralja Ludvika I. Ogrskega. Kraljevi par, Jadviga in njen mož Vladislav II. Jagelo, sta se odločila, da bi bilo namesto gradnje novih prostorov za univerzo bolje kupiti obstoječo stavbo. Leta 1399 sta kupila stavbo na Židovski ulici, ki je bila v lasti družine Pęcherz. Kraljica je ves svoj osebni nakit podarila univerzi in ji omogočila vpis 203 študentov. Fakultete za astronomijo, pravo in teologijo so pritegnile ugledne učenjake, na primer Jana Kancija, Stanislava iz Skarbimierza, Pavla Włodkowica, Jana iz Głogówa in Alberta Brudzewskega, ki je bil od 1491 do 1495 eden od učiteljev Nikolaja Kopernika. Univerza je bila prva univerza v Evropi, ki je ustanovila neodvisne katedre za matematiko in astronomijo. Hitra širitev je zahtevala nakup večjih prostorov za njihovo namestitev, zato je bila na začetku 15. stoletja zgrajena stavba, danes znana kot Collegium Maius, s štirikotnim tlorisom in lepo arkado. Kvalitete Collegiuma Maiusa, od katerih so mnoge neposredno prispevale k akademskemu vzdušju na univerzi, so postale splošno spoštovane, kar je univerzi pomagalo uveljaviti njen sloves mesta učenosti v srednji Evropi.

### Zlata doba
Več stoletij se je skoraj vsa poljska intelektualna elita izobraževala na Jagelonski univerzi, kjer je uživala posebno kraljevo naklonjenost. V svoji dolgi zgodovini je izobraževala tudi na tisoče tujih študentov iz Litve, Rusije, Ogrske, Češke, Nemčije in Španije. V drugi polovici 15. stoletja je več kot 40 odstotkov študentov prihajalo iz tujine. 
Prvi rektor univerze je bil Piotr Wysz, prvi profesorji pa Čehi, Nemci in Poljaki, ki so se večinoma izobraževali na Karlovi univerzi v Pragi. Po letu 1520 sta Constanzo Claretti in Wenzel von Hirschberg uvedla grško filologijo. Poučevali so tudi hebrejščino. V tem času je Collegium Maius sestavljalo sedem čitalnic, od katerih jih je bilo šest poimenovanih po velikih antičnih učenjakih: Aristotelu, Sokratu, Platonu, Galenu, Ptolemaju in Pitagori. V tem obdobju so bile na univerzi ustanovljene pravna, medicinska, teološka in filozofska fakulteta. Zgradbi Pravne fakultete (Collegium Iuridicum) in Malega kolegije (Collegium Minus) še stojita. 
Zlato dobo je univerza doživljala v času poljske renesanse med letoma 1500 in 1535, ko jo je v prvem desetletju 16. stoletja obiskovalo 3215 študentov. V teh letih so bili postavljeni temelji za Jagelonsko knjižnico v dodatnem nadstropju Velikega kolegija. Prvotni prostori knjižnice, v katerih so bile vse knjige priklenjene, da bi preprečili krajo, se kot taki ne uporabljajo več, še vedno pa se občasno odpirajo za predavanja gostujočih predavateljev.
Priljubljenost univerze in vse bolj provincialnega Krakova sta v kasnejših stoletjih upadali. Temu primerno je upadalo tudi število študentov. Rekordna obiskanost v zgodnjem 16. stoletju ni bila presežena vse do konca 18. stoletja Vse to je bilo povezano  s  splošnim gospodarskim in političnim nazadovanjem v poljsko-litovski skupni državi, ki je trpela zaradi slabega upravljanja in politik takratnih sovražnih sosed. Veliko stavb univerze je kljub številnim širitvenim projektom v poznem 18. stoletju propadlo in so jih uporabljali za druge namene. V univerzitetnem arhivu je zapis, ki se glasi: »V stavbi nihče ne živi, tam se nič ne dogaja. Če bi predavalnice prenovili, bi jih lahko oddali v najem za pralnico«. To obdobje jebilo eno od najtemnejših obdobij v zgodovini univerze in skoraj zagotovo tisto, v katerem se je zaprtje institucije zdelo skoraj neizbežno.

### Nemiri in skorajšnje zaprtje univerze po delitvah Poljske
Po tretji delitvi Poljske leta 1795 in napoleonskih vojnah, ki so sledile, je Krakov postal svobodno mesto pod zaščito Avstrijskega cesarstva, vendar to ni trajalo dolgo. Po Krakovski uporu sta mesto in njegova univerza leta 1846 postala del Avstrijskega cesarstva. Avstrijci so bili do univerze  v marsičem sovražni. Iz Velikega  avditorija Collegiuma Maiusa so kmalu po prihodu odstranili veliko pohištva, da bi ga preuredili v skladišče žita. Grožnjo zaprtje univerze se je končala  z odlokom Ferdinanda I. Avstrijskega, da se univerza ohrani. Do leta 1870 se je stanje na  univerzi izboljšalo do te mere, da so se številni učenjaki vrnili. Profesorja Zygmunt Wróblewski in Karol Olszewski sta leta 1883 uspešno demonstrirala utekočinjenje zraka. Avstrijske oblasti so nato prevzele novo vlogo pri razvoju univerze in zagotovile sredstva za gradnjo številnih novih stavb, vključno z novogotskim Novim kolegijem (Collegium Novum), odprtim leta 1887. Poljski študentje, ki so se zavzemali za ponovno vzpostavitev neodvisne poljske države, so iz te stavbe leta 1918 odstranili in uničili veliko sliko cesarja Franca Jožefa.
Za 500. obletnico ustanovitve univerze je bil v atriju Collegiuma Maiusa postavljen spomenik Koperniku. Kip je bil leta 1953 prestavljen v neposredno bližino Novega kolegija.
V povojnem obdobju je bila medicinska fakulteta preseljena na mesto vzhodno od središča in razširjena s številnimi sodobnimi učnimi bolnišnicami. Do poznih 30. let dvajsetega stoletja se je število študentov na univerzi dramatično povečalo na skoraj šest tisoč. Univerza, ki je zdaj glavno izobraževalno središče v Republiki Poljski, je dobila vladno podporo za nakup gradbenih zemljišč. Zgrajena so bila  številna bivališča za študente in profesorje. Od vseh projektov, ki so se začeli v tem obdobju, bi morala biti najpomembnejša Jagelonska knjižnica. Monumentalna stavba knjižnice, katere gradnja se je začela leta 1931, je bila dokončana proti koncu medvojnega obdobja, kar je omogočilo, da so se številne raznolike knjižne zbirke univerze do izbruha druge svetovne vojne leta 1939 preselile v nove prostore.

### 20. stoletje
Po nacistični invaziji na Poljsko je bilo med operacijo s kodnim imenom Sonderaktion Krakau (Specialna operacija Krakov) 6. novembra 1939 aretiranih 184 profesorjev univerze in deportiranih v koncentracijsko taborišče Sachsenhausen. Univerza je bila skupaj z ostalim visokošolskim in srednješolskim izobraževalnimi ustanovami na Poljskem zaprta do konca druge svetovne vojne. Po ponovnem odprtju univerze leta 1945 je bila nova poljska vlada nenaklonjena predvojni zasnovi univerze. Po letu 1957 se je poljska vlada odločila, da bo začela vlagati v gradnjo novih objektov v bližini parka Jordan in razširitev drugih manjših obstoječih objektov. Gradbena dela so potekala počasi, številni zastavljenih cilji pa sploh niso bili doseženi. Številni znanstveniki so začeli odkrito kritizirali vlado zaradi njenega očitnega pomanjkanja zanimanja za razvoj visokošolskega izobraževanja in prihodnosti univerze. S sredstvi iz zapuščine Ignacija Paderewskega so zgradili številne nove stavbe, med njimi tudi  Paderevski kolegij (Collegium Paderevianum).
Leta 1989 je Poljska strmoglavila svojo socialistično vlado. Istega leta je Jagelonska univerza uspešno zaključila nakup svojega prvega gradbenega zemljišča v Pychowicah v Krakovu, kjer se je leta 2000 začela gradnja novega kompleksa univerzitetnih stavb, tako imenovanega tretjega kampusa. Novi kampus, uradno imenovan 'Kampus 600. obletnice', je bil razvit v povezavi z novim LifeScience Parkom, ki ga upravlja Jagelonski center z inovacije, raziskovalni konzorcij univerze.
Vstop Poljske v Evropsko unijo leta 2004 se je izkazal za ključnega za izboljšanje stanja Jagelonske univerze. Povečano financiranje tako s strani centralne vlade kot evropskih oblasti je omogočilo razvoj novih oddelkov, raziskovalnih centrov in boljšo podporo delu študentov in akademikov.

## Pomembni diplomanti
- Nikolaj Kopernik, renesančni učenjak, utemeljitelj heliocentričnega modela Osončja
- Jan Długosz, duhovnik, kronist in diplomat
- Francysk Skaryna, beloruski humanist, zdravnik in prevajalec
- Jan Kochanowski, poljski renesančni pesnik
- Jan III. Sobieski, poljski kralj
- Hugo Kołłątaj, ustavni reformator in pedagog, ena najvidnejših osebnosti poljskega razsvetljenstva
- Carl Menger, avstrijski ekonomist in ustanovitelj avstrijske ekonomske šole
- Karol Olszewski, kemik in prvi znanstvenik, ki je utekočinil zrak
- Ignacy Łukasiewicz, farmacevt, inženir, poslovnež, izumitelj in filantrop, ki je zgradil prvo moderno rafinerijo nafte na svetu
- Wacław Sierpiński, matematik, znan po prispevkih k teoriji množic, teoriji števil, teoriji funkcij in topologiji
- Bronisław Malinowski, eden od utemeljiteljev socialne antropologije
- Ivo Andrić, jugoslovanski romanopisec, pesnik in pisec kratkih zgodb, dobitnik Nobelove nagrade za književnost leta 1961
- Antoni Kępiński, psihiater in filozof
- Stanisław Lem, pisec znanstvene fantastike in esejev o različnih temah, vključno s filozofijo, futurologijo in literarno kritiko
- Krzysztof Penderecki, slkadatelj in dirigent
- Wisława Szymborska, pesnica, esejistka in prevajalka, prejemnica Nobelove nagrade za književnost leta 1996
- Papež Janez Pavel II., papež od leta 1978 do 2005
- Norman Davies, britanski zgodovinar, specializiran za srednjo in vzhodno Evropo
- Jerzy Vetulani, nevroznanstvenik, farmakolog in biokemik
- Andrzej Duda, 6. predsednik Republike Poljske

## Fakultete in oddelki
Univerza je razdeljena na naslednje fakultete z različnimi organizacijskimi podstrukturami, ki delno odražajo njihovo zgodovino in delno njihove operativne potrebe. 
- pravo in uprava
- medicina
- farmacija in medicinska analiza
- skrb za zdravje
- filozofija
- zgodovina
- filologija
- poljski jezik in književnost
- fizika, astronomija in uporabna računalniška znanost
- matematika in računalništvo
- kemija
- biologija
- geologija
- upravljanje in socialno komuniciranje
- mednarodni in politični študiji
- biokemija, biofizika in biotehnologija
- veterina n agronomija
- Nacionalni center za sinhrotronsko sončno sevanje

Fakulteta za medicino (Collegium Medicum) je povezana z naslednjimi bolnišnicami in klinikami:
- Univerzitetna bolnišnica Krakow-Prokocim[18]
- Otroška univerzitetna bolnišnica v Karkovu[19]
- Univerzitetna bolnišnica za ortopedijo in rehabilitacijo, Zakopane[20][21]
- Zobna univerzitetna klinika v Krakovu[22]
- Bolnišnica Janeza Pavla II. v Krakovu[23]

## Ugledni profesorji
- Stanisław Skarbimierski (1360–1431), rektor, teolog, pravnik
- Paweł Włodkowic (1370–1435), pravnik, diplomat in politik, predstavnik Poljske na Konstanškem koncilu
- Albert Brudzewski (1445–1497), astronom in matematik
- Maciej Miechowita (1457–1523), zgodovinar, kronist, geograf, medik
- Marcin Szlachciński (1511/1512–?), učenjak, prevajalec, pesnik in filozof * * Jan Brożek (1585–1652), matematik, fizik in astronom
- Franz Mertens (1840–1927), matemetik
- Henryk Jordan (1842–1907), profesor porodništva
- Walery Jaworski (1849–1924), gastroenterolog
- Ludwik Rydygier (1850–1920), splošni kirurg
- Albert Wojciech Adamkiewicz (1850–1921), patolog, odkritelj adamkijevičeve arterije in adamkijevičeve reakcije
- Napoleon Cybulski (1854-1919), pionir v endokrinologiji
- Edmund Załęski (1863–1932), agrotehnik in kemik
- Władysław Natanson (1864–1937), zdravnik
- Stanisław Estreicher (1869–1939), ustanovitelj Muzeja Jagelonske univerze
- Tadeusz Estreicher (1871–1952), pionir kriogenike
- Marian Smoluchowski (1872–1917), pionir statistčne fizike
- Bohdan Lepky (1872–1941), književnik
- Franciszek Bujak (1875-1953), zgodovinar
- Stanisław Kutrzeba (1876–1946), rektor, generalni sekretar Poljske akademije znanosti
- Andrzej Gawroński (1885–1927), ustanovitelj Poljske orientalistične družbe, profesor sanskrta
- Stanisław Kot (1885–1975), zgodovinar in politik
- Jan Zawidzki (1886–1928), kemik in zgodovinar
- Tadeusz Sulimirski (1898–1983), zgodovinar in arheolog, strokovnjak za Sarmate
- Roman Grodecki (1889–1964), ekonomski zgodovinar
- Stanisław Smreczyński (1899–1975), zoolog
- Henryk Niewodniczański (1900–1968), fizik
- Adam Vetulani (1901–1976), zgodovinar srednjeveškega in kanonskefa prava
- Maria Ludwika Bernhard (1908–1998), arhaeologinja
- Wisława Szymborska (1923–2012), pesnica, prejemnica Nobelove nagrade za književnost leta 1996
- Ryszard Gryglewski (rojen 1932), farmakolog, odkritelj prostaciklina
- Andrzej Szczeklik (1932–2012), fizik
- Jan Woleński (rojen 1940), filozof
- Piotr Sztompka (rojen1944), sociolog
- Jan Potempa (rojen1955), biologi, prejemnik Nagrade fundacije za poljsko znanost[24]
- Krzysztof Kościelniak (rojen 1965), zgodovinar

- Collegium Novum
- Collegium Maius, janstarejša zgradba univerze
- Collegium Broscianum
- Collegium Physicum
- Palača Larysz, fakulteta za pravo in upravo
- Fakulteta za fiziko, astronomijo in uporabne računalniške znanosti
- Theatrum Anatomicum Medicinske fakultete
- Grad Przegorzały, sedež Inštituta za evropske študije
- Kampus 600. obletnice oživitve univerze
- Auditorium Maximum z gledališčem s 1.200 sedeži

## Opomba
1. ↑   Zgodovinska imena: Akademia Krakowska, Szkoła Główna Koronna, Szkoła Główna Krakowska, Uniwersytet Krakowski, latinsko Universitas Jagellonica Cracoviensis.[3]